# استانویه یوسیچ
استانویه یوسیچ (انگلیسی: Stanoje Jocić؛ زادهٔ ۵ ژوئن ۱۹۳۲) بازیکن فوتبال اهل یوگسلاوی بود.
از باشگاه‌هایی که در آن بازی کرده‌است می‌توان به باشگاه فوتبال بئوگراد و باشگاه فوتبال پارتیزان اشاره کرد.
وی همچنین در تیم ملی فوتبال یوگسلاوی بازی کرده‌است.